# A Banhista
A Banhista (no original em inglês: Musidora: The Bather "At the Doubtful Breeze Alarmed" ou The Bather), é a designação dada a quatro pinturas a óleo sobre tela do artista inglês William Etty. As pinturas ilustram uma cena do poema Summer (1727) do poeta James Thomson, no qual um rapaz, acidentalmente, vê uma rapariga a tomar banho nua, e fica dividido entre o seu desejo de a observar e a noção de que não deve olhar. A cena era comum entre os artistas ingleses pois era das poucas em que se podiam pintar nus, numa época em que a ilustração e a distribuição de imagens de nus foi suprimida.
À excepção pequenas diferenças na paisagem, as quatro pinturas são idênticas na sua composição. A primeira versão foi exibida em 1843. Duas outras versões encontram-se em colecções públicas, uma na Tate Britain e outra na Manchester Art Gallery; uma destas pinturas foi pintada em 1844 e exibida em 1846, e a outra terá sido pintada pela mesma altura; desconhece-se qual das versões foi exibida em 1846. Uma quarta versão é de baixa qualidade e poderá ser uma cópia efectuada, mais tarde, por um estudante.
Musidora foi muito bem recebida quando foi exibida pela primeira vez, e considerada uma das melhores obras de arte realizadas por um artista inglês. Etty morreu em 1849 e o seu trabalho depressa ficou fora de moda. Ao mesmo tempo, o tema de Musidora tornou-se um cliché, e da década de 1870 em diante, os trabalhos de Thomson caíram na obscuridade. A Musidora de Etty poderá ter servido de inspiração a The Knight Errant de John Everett Millais, mas, para além disso, teve pouca influência nos trabalhos seguintes. A versão da pintura da Tate foi exibida em grandes exposições entre 2001–02 em Londres, e entre 2011–12 em York.